# Rockin' in the Free World
Clip vidéo
[vidéo] « Rockin' in the Free World (2012) », sur YouTube
Rockin' in the Free World est une chanson du chanteur et auteur-compositeur canadien Neil Young extraite de son dix-huitième album studio, sorti le 2 octobre 1989 et intitulé Freedom.
La chanson n'a pas été publiée en single.
En 2004, Rolling Stone a classé cette chanson, dans la version originale de Neil Young, 214e sur sa liste des « 500 plus grandes chansons de tous les temps ». (En 2010, le magazine rock américain a mis à jour sa liste, maintenant la chanson est 216e.)

## Composition
La chanson a été écrite par Neil Young. L'enregistrement original a été produit par Niko Bolas et Neil Young.